# Conopsis
A Chironius a hüllők (Reptilia) osztályának pikkelyes hüllők (Squamata) rendjébe, ezen belül a siklófélék (Colubridae) családjába tartozó nem.

## Rendszerezésük
A nemet Albert Günther angol zoológus írta le 1858-ban,  az alábbi 6 faj tartozik ide:
- Conopsis acuta (Cope, 1886)
- Conopsis amphisticha (H. M. Smith and Laufe, 1945)
- Conopsis biserialis (Taylor and H. M. Smith, 1942)
- Conopsis lineata (Kennicott, 1859)
- Conopsis megalodon (Taylor and H. M. Smith, 1942)
- Conopsis nasus Günther, 1858